# Língua apma
Apma (ou Abma, ou Raga Central) é a língua da área central da ilha Pentecostes em Vanuatu. Apma faz parte das línguas Vanuatu leste, um ramo das línguas austronésias. Apresenta cinco dialetos: watnapni, Loltong, Melsisi, Suru-Bo, Suru-Marani.

## Falantes
São cerca de 7.800 falantes natives (Conf. Lynch & Crowley 2001), o que faz do Apma a língua native mais falada em Pentecostes e a quinta vernacular de toda nação Vanuatu. Recentemente, Apma expandiu sua quantidade em detrimento de outras línguas indígenas, como as línguas Sowa e Ske. A língua Apma vem cada vez mais misturando palavras suas às de línguas e expressões da língua bislamá, o idioma nacional de Vanuatu. Já existem partes da Bíblia traduzidas para Apma.

## Nome
Como as outras línguas de Pentecostes, Apma foi nomeado conforme a palavra local para "o que" ou "algo". Ali, é geralmente é referido simplesmente como dalekte 'linguagem' ou  daleda  "nossa linguagem". Muitas pessoas de outras áreas do Vanuatu reconhecem o idioma pelo slogan  te gabis  que significa "bom" ou "OK", ou se referem informalmente aos seus falantes como wakin, um termo de cumprimento Apma para irmãos ou amigos.
Alguns linguistas tratam o som de Apma p como um alofone de b, e assim escreva o nome do idioma como Abma. No entanto, esta interpretação da fonologia da linguagem é contestada, e localmente Apma é a ortografia preferida.

## Dialetos
Apma moderno tem três dialetos bem definidos:
- Suru Mwerani, O dialeto mais ao sul, é o dialeto mais falado e bem documentado. É falado em Melsis], Tansip, Vanrasini e aldeias vizinhas, e na antiga

área Sowa  entre Melsisi e Ranmawot.
- Suru Rabwanga (ou Suru Bo), o dialeto central, é falado na região montanhosa entre Bwatnapni e Namaram. É muito semelhante a Suru Mwerani, e os dois dialetos são misturados em aldeias como Bwatnapni, Enaa, Wutsunmwel e Naruwa.
- Suru Kavian é um dialeto pequeno, ameaçado e muito distintivo, falado na região ao norte e a leste de Namaram. É difícil para os falantes dos outros dois dialetos entenderem.

Mwerani e rabwanga são as palavras para "hoje" em seus respectivos dialetos, enquanto bo e kavi são as palavras para "porco".
Dois outros dialetos prováveis de Apma, Asuk (ou Asa) no sudoeste Wolwolan (ou Volvoluana) no norte, estão hoje extintos.

## Fonologia
Os fonemas consoantes do Apma não b, d, g, h, k, l, m, n, ng (como inglês English "singer"), r, s, t, ts (ou j), bilabial v, w e labiovelares bw e mw. As consoantes b, bw, v e w são percebidas como p quando ocorrem ao final de um sílaba; b pode ser suavizada para p quando próxima a um consoante fraca, como em -tpo "deitar".
Grupos de consoantes não podem ocorrer dentro de uma sílaba. Ao contrário da língua Raga, intimamente relacionada, raízes de palavras em Apma podem terminar com uma consoante.
Nas variedades de Apma  arcaicas e do norte, a prenasalização de consoantes ocorre em alguns ambientes, de modo que b se torna mb, d se torna nd e g se torna ngg. Essa característica foi perdida no moderno dialeto de Suru Mwerani.
As cinco vogais de Apma vêm em formas curtas (a, e, i, o, u) e longas (aa, ee, ii, oo and uu). As vogais longas geralmente ocorrem quando uma consoante (mais comumente r) historicamente foi perdida. As vogais podem ocorrer sozinhas ou em várias combinações. Algumas palavras (por exemplo,  miu  'cana selvagem') contém uma vogal distinta arredondada redonda, geralmente escrita como  iu , embora seja percebida pelos falantes simplesmente como uma variante de  u .
A tonicidade é normalmente na penúltima sílaba de uma palavra. No entanto, as sílabas que terminam com uma consoante ou uma vogal longa levam essa tonicidade em precedência para outras sílabas.

## Gramática
A ordem básica das palavras no Apma é SVO (Sujeito-Verbo-Objeto). Ocasionalmente, um sujeito pode ocorrer fora de sua posição habitual, caso em que é marcado com  na :
Bo mwe gani bwarus = O porco está comendo mamão.
Mwe gani bwarus, na bo = Está comendo papaia, o porco

### Pronomes
Os pronomes pessoais são distinguidos por pessoa gramatical e número. Eles não são distinguidos por gênero. Os pronomes básicos diferem substancialmente entre os dialetos:
| Pessoa                       | Apma (Dial. Suru Mwerani) | Apma (Dial. Suru Rabwanga) | Apma (Dial. Suru Kaviant) | Português                      |
| ---------------------------- | ------------------------- | -------------------------- | ------------------------- | ------------------------------ |
| 1ª pessoa singular           | nana                      | nana                       | ina                       | "Eu"                           |
| 2ª pessoa singular           | kik                       | nggi                       | (ku)nggu                  | "Tu, você"                     |
| 3ª pessoa singular           | ni                        | ni                         | ini                       | "Ele / Ela"                    |
| 1ª pessoa dual (inclusiva)   | kuduru                    | kunduru                    | kindiri                   | "nós" (você e eu)              |
| 1ª pessoa dual (exclusiva)   | gemaru                    | nggemaru                   | inggari                   | "us" (eu e um outro)           |
| 2ª pessoa dual               | gumru                     | nggimiru                   | nggumiri                  | "vocês dois)"                  |
| 3ª pessoa dual               | nuuru                     | nuuru                      | iniiri                    | "eles dois"                    |
| 1ª pessoa plural (inclusiva) | kidi                      | kindi                      | kindi                     | "nós" (vocês e eu)             |
| 1ª pessoa plural (exclusiva) | gema                      | nggema                     | ingga                     | "nós" (eu e outros – não você) |
| 2ª pessoa plural             | gimi                      | nggimi                     | nggumi                    | "vocês"                        |
| 3ª pessoa plural             | nii                       | nii                        | inii                      | "Eles (as)"                    |

A forma dupla ou plural de "tu, você" é ocasionalmente usada no lugar da forma singular para demonstrar respeito extremo.

### Substantivos
Os substantivos em Apma geralmente não são precedidos por artigos. O plural é indicado colocando o pronome  nii  ("eles") ou um número após o substantivo:
bwihil = [o] pássaros
bwihil nii = [os] birds
bwihil katsil = três pássaros
Substantivos podem ser tanto livres, ou diretamente possuídos. Os diretamente possuídos são sufixados para indicar a quem um item pertence. Por exemplo:
dalek = minha voz
dalem = tua voz
dalen = voz dele/a
dalen subu = voz do chefe
dalekte = voz (genérica)
A posse também pode ser indicada pelo uso de "classificadores possessivos", palavras separadas que ocorrem antes ou depois do substantivo e tomam sufixos possessivos. Esses classificadores são:
- no- para bens gerais (nok watang, "meu cesto")
- bila- para as coisas que são cuidadas, como as plantações e animais (bilada bo, "nosso porco")
- ka- para coisas de comer (kam tsi, "sua cana de açucar")
- ma- para coisas de beber (maa sileng, "ádua delesr")
- na- para associações, sobre as quais o possuidor não tem controle (vini nak, "minha ilha natal")

Os sufixos possessivos são os seguintes:
| Pessoa                       | Apma (Dial. Suru Mwerani) | Apma (Dial. Suru Rabwanga) | Apma (Dial. Suru Kaviant) | Português                        |
| ---------------------------- | ------------------------- | -------------------------- | ------------------------- | -------------------------------- |
| 1ª pessoa singular           | -k                        | -ngg + vogal               | -ngg + vogal              | "meu"                            |
| 2ª pessoa singular           | -m                        | -m                         | -m                        | "teu"                            |
| 3ª pessoa singular           | -n                        | -n                         | -n                        | "dela/dele"                      |
| 1ª pessoa dual (inclusiva)   | -daru                     | -nd + vogal + ru           | -nd + vogal + ri          | "nosso" (teu e meu, de nós dois) |
| 1ª pessoa dual (exclusiva)   | -maru                     | -maru                      | -mari                     | "nosso" (meu e de outrem)        |
| 2ª pessoa dual               | -mru                      | -muru                      | -miri                     | "de vocês dois"                  |
| 3ª pessoa dual               | vogal alongada + -ru      | vogal alongada + -ru       | vogal alongada + -ri      | "deles dois)                     |
| 1ª pessoa plural (inclusiva) | -da                       | -nd + vogal                | -nd + vogal               | "nosso" (meu e teu)              |
| 1ª pessoa plural (exclusiva) | -ma                       | -ma                        | -ma                       | "nosso" (meu e de outros')       |
| 2ª pessoa plural             | -mi                       | -mi                        | -mi                       | "de vocês"                       |
| 3ª pessoa plural             | vogal alongada            | vogal alongada             | vogal alongada            | "deles"                          |
| Genérica                     | -kte                      | -k                         | -k                        | -                                |

No dialecto Suru Kavian, vogais de certos substantivos possuídos diretamente e classificadores possessivos mudam de acordo com o padrão ilustrado abaixo. Isso não ocorre em outros dialetos:
| 1ª pessoa singular           | nonggo bu "my faca"   | vilunggu "my hair"   |
| 2ª pessoa singular           | nom bu "your faca"    | vilum "your hair"    |
| 3ª pessoa singular           | nen bu "his/her faca" | vilin "his/her hair" |
| 1ª pessoa plural (inclusiva) | nende bu "our faca"   | vilindi "our hair"   |
| 1ª pessoa plural (exclusiva) | noma bu "our faca"    | viluma "our hair"    |
| 2ª pessoa plural             | nomi bu "your faca"   | vilumi "your hair"   |
| 3ª plessoa plural            | nee bu "their faca"   | vilii "their hair"   |

A verb may be transformed into a noun by the addition of a sufixo nominativador -an:
wel = dançar (verbo)
welan = dança (substativo)
Os modificadores geralmente vêm após um substantivo, embora os derivados de substantivos possam vir antes:
vet = pedra
vet kavet = quatro pedras
vet kau = pedra grande
biri vet = pedra pequena (biri "pequena" vem do substativo "semente")

### Verbos
Os verbos em Apma geralmente são precedidos por um pronome de sujeito e por um marcador que indica o Tempo, Aspecto e Modo.
Os pronomes em questão são os seguintes:
| Pessoa                       | Apma                      | Português           |
| ---------------------------- | ------------------------- | ------------------- |
| 1ª pessoa singular           | na-                       | "Eu"                |
| 2ª pessoa singular           | ko-                       | "Tu"                |
| 3ª pessoa singular           | -                         | "Ele" / "Ela"       |
| 1ª pessoa plural (inclusiva) | ta-                       | "we" (você e eu)    |
| 1ª pessoa plural (exclusiva) | kaa(ma)-                  | "Nós" (outros e eu) |
| 2ª pessoa plural             | ka- (ko...i dialeto Suru) | "Vocês"             |
| 3ª pessoa plural             | ra-                       | "Eles / Elas"       |

Apma possui os seguintes marcadores de tempo / aspecto / modo:
| Tempo / Aspecto / Modo | Usado p/ | Marcador (forma cheia)          | Marcador (forma curta)                      |
| ---------------------- | --- | ------------------------------- | ------------------------------------------- |
| Imperfeito             | Ações no presente Estados de mudança ou temporário Marcador 'default' quando tempo/aspecto/modo já foi antes definido | mwa-, mwe-, mwi-, mwo-, mu-     | -m                                          |
| Perfeito               | Ações no passado FAlgo fixo Frases negativas no passado ou no presente                                                | te-                             | -t                                          |
| Potencial              | Coisas que podem acontecer no futuro                                                                                  | mwan(e)- (dialetos norte: nee-) | -n (dialetos norte: vogal alongada)         |
| Prospectivo            | Coisas que vão acontecer já                                                                                           | nema- ( dialetos norte: nene-)  | -ma ( dialetos norte: vogal alongada + -na) |
| Hipotéticol            | Coisas que não ocorreram e provavelmente não ocorrerão                                                                | bat(e)-                         | -bat                                        |
| Imperativo             | Direct instructions Other Ações que o falantes não gosataria de iniciar                                               | ne-                             | (-)                                         |
| Apreensivo             | Coisas que podem ocorrer                                                                                              | ba-                             | ba-                                         |

As formas completas desses marcadores são usadas na terceira pessoa do singular (onde não há pronome sujeito):
mwe leli = ele faz isso
te leli = ele fez isso
mwan leli = ele fará isso isso
nema leli = ele está para fazer isso
bat leli = ele deve fazer isso
ne leli =deixe-o fazer isso
ba leli = ele periga fazer isso isso
Em outros locais, formas curtas desses marcadores são sufixadas para o pronome sujeito:
nam leli = eu façoisso
nat leli = eu fiz isso
nan leli = eu farei isso isso
nama leli = eu estou para fazer isso
nabat leli = eu devo fazer isso
na leli = deixe-me fazer isso
naba leli = eu perigo fazer isso
O marcador imperfeito se altera até certo ponto para combinar o som do verbo a que está anexado. Isso geralmente está ausente completamente quando o verbo começa com 'b' 'ou' 'bw' '. (No dialeto de Suru Kavian, isso está ausente quando o verbo começa com qualquer consoante diferente de  r ). Por exemplo, em Suru Mwerani:
mwi sip = ele desce
mwo rop = ele corre
mu rus = ele se move
--- ban = ele vai
As formas duais (duas pessoas) consistem nas formas plurais como  ru  (ou  ri  em Suru Kavian) inseridas após o marcador tempo / aspecto / modo:
ram leli = eles fazem isso
ramru leli = eles dois fazem isso
Existe um padrão de mutação consoante em verbos em que  v  no início de um verbo muda para  b  e  w  muda para  bw , em certos aspectos / modos:
nat van =eu vim
na ban =eu estou indo
nan ban ou nan van =eu irei
Nas variedades norte e arcaicas de Apma, há também mutação de  k  para  g , e de  t  para  d .
As frases negativas são indicadas com o marcador de duas partes  ba ... nga  "not", ou uma variante, que encerra o verbo e qualquer objeto direto:
natba leli nga =eu não faço isso /eu não fiz isso
nanba leli nga =eu não quero fazer isso
A voz passiva de voz pode ser formada anexando o sufixo  -an  ao verbo:
te lelian = isso foi feito
Ao dar instruções, os verbos são precedidos simplesmente pelo pronome da 2ª pessoa do sujeito  ko  ou  karu  "você":
Ko leli! = Faça isso! (para uma pessoa)
Karu leli! = Façam isso! (para duas pessoas, ou de forma polida para um grupo)
Ka leli! = Façam isso! (para um grupo, mas é não polido, pode ser para crianças)
O modo imperativo proibitivo é marcado como "... ba" e "
Ko[n]ba lelian! = Não faça isso!
Outras partículas que podem ocorrer em uma frase verbal incluem:
- Marcador minimizador ga(m), "somente"
- Marcador partitivote, "parcialmente" ou "de todo"
- Marcador aditivo m(u), "além disso"
- Marcador completivo, também te, "já"

O objeto direto, se estiver presente, segue imediatamente o verbo. Quando o objeto é inanimado e já conhecido, não precisa ser explicado explicitamente:
nat gissoa kik = Eu vi você
nat gissoa = Ei vi isso [isso]
Muitos verbos em Apma possuem formas distintas, Transitiva e Intrasitiva (Essas distinções foram perdidas até certo ponto no dialeto de Suru Kavian). Por exemplo, em Suru Mwerani:
| Intransitivo                    | Transitivo              |
| ------------------------------- | ----------------------- |
| gan "comer"                     | gani "comer algo"       |
| min "beber"                     | -mni "beber algo"       |
| solsol "costurar"               | -slo "costurar algo"    |
| lehlehvik "lavar"               | lehvi "lavar algo"      |
| diptsipmik "enterrar (funeral)" | dipmi "enterrar alguém" |

No dialeto de Suru Mwerani e, em menor medida, Suru Rabwanga, vogais foram perdidos de várias raízes verbais, produzindo "verbos ligados" que começam com um par de consoantes (como  -mni  e  -slo  acima). Uma vez que esses “clusters” de consoantes com uma sílaba não são permitidos em Apma, os falantes usualmente citam esses verbos com um prefixo como  mwa  ('mwamni' ',' mwaslo ) e não os identificam como palavras quando não predefinidso.
Em resposta a verbos denotando ações, o Apma possui um grande número de verbos estativos] que descrevem um item. Por exemplo, existe um verbo "ser vermelho" ( meme ) e um verbo "ser bom" ( gabis ). Apma usa verbos estativos em muitas das situações em que adjetivos seriam usados em português.
Ao contrário da vizinha língua, o Apma tem um verbo de ligação,  (v) i  ou  bi . A frase  tei ...  que significa 'isso foi ...' ( tevi ...  em Suru Kavian) que é comumente usado para concentrar a atenção em algo ou para definir a cena.
Os verbos em Apma podem ser unidos em uma variedade de construção de verbos em série.

## Documentação
As notas sobre a gramática e o vocabulário da língua Apma foram feitas pela primeira vez por missionários católicos em Melsisi (Vanuatu) no início do século XX.
Cindy Schneider da  “University of New England (Austrália)  completou uma gramática e um breve dicionário do dialeto Suru Mwerani da língua Apma no final dos anos 2000. Com base no trabalho de Schneider, Pascal Temwakon e Andrew Gray produziram "Bongmehee", um dicionário ilustrado da língua.
Os outros dois dialetos de Apma permanecem mal documentados.

## Amostra de texto
Tei lego ba aji nuuru mabin ratru di le imwaru. Ratru dini karu bwet kulkul. Nuju aji ah mwe sadok ne mamaplel i kaa non jibin.
Te sadok ngamwa ne mamaplel ba baade kaa ah. Nuju aji ah nuuru jibin ramru dongvi kaa ah. Ramru dongvi bi ne dongvi ba te bulong, mwo dopmanaa lelen jibin ah mwe gakat bi mwo soro mabin nuhu ne mwa van dini. Nuju aji nong mwisip le teh bi mwe rewa non aga sisi. Mwisip le teh, bi ban.

## Amostra de frases
| Português            | Apma (Suru Mwerani) | Apma (Suru Rabwanga) | Apma (Suru Kavian) |
| -------------------- | ------------------- | -------------------- | ------------------ |
| Onde você está indo? | Ko ban ibeh?        | Ko ban imbeh?        | Ko ban al beh?     |
| Estou indo a...      | Na ban...           | Na mban...           | Na mban...         |
| De onde você veio?   | Ko tepma ibeh?      | Ko tepma imbeh?      | Kot vama al beh?   |
| Eu vim de ...        | Na tepma...         | Na tepma...          | Nat vama...        |
| Onde está isso?      | Mwidi ibeh?         | Mwindi ibeh?         | Si al beh?         |
| Isso está aqui       | Mwidi dokah         | Mwindi dokah         | Si inda            |
| Qual é teu nomee?    | Ham ah issoan?      | Ham ah idan?         | Am ah idan?        |
| Meu nome é...        | Hak ah...           | Hangga ah...         | Angga ah...        |
| De onde você é?      | Kik atsi at ibeh?   | ngGi atsi at ibeh?   | ngGu asi at beh?   |
| Eu sou de...         | Nana atsi at...     | Nana atsi at...      | Ina asi at...      |
| Quanto? / How many?  | Kavih?              | Kavih?               | Kaivih?            |
| um                   | bwaleh              | bwaleh               | bwaleh             |
| dois                 | karu                | karu                 | kairi              |
| três                 | katsil              | katsil               | kaissoil           |
| quatro               | kavet               | kavet                | kaivas             |
| cinco                | kalim               | kalim                | kailim             |
| Muito grato          | Ko biah             | Ko bivah             | Ko mudak           |
| Assim está OK        | Te gabis nge        | Te kabis nge         | Te kabis nga       |